# 2011-es Baltimore Grand Prix
A 2011-es Baltimore Grand Prix volt a 2011-es Izod IndyCar Series szezon tizennegyedik futama. A versenyt 2011. szeptember 4-én rendezték meg a Marylandi Baltimore városában kialakított utcai pályán. A versenyt az Versus közvetítette.

## Nevezési lista
| Csapat                       | Első pilóta | Első pilóta         | Második pilóta | Második pilóta     | Harmadik pilóta | Harmadik pilóta | Negyedik pilóta | Negyedik pilóta  |
| ---------------------------- | ----------- | ------------------- | -------------- | ------------------ | --------------- | --------------- | --------------- | ---------------- |
| Newman/Haas Racing           | 2           | Oriol Servià        | 06             | James Hinchcliffe  |                 |                 |                 |                  |
| Team Penske                  | 3           | Hélio Castroneves   | 6              | Ryan Briscoe       | 12              | Will Power      |                 |                  |
| Panther Racing               | 4           | J. R. Hildebrand    |                |                    |                 |                 |                 |                  |
| KV Racing Technology - Lotus | 5           | Szató Takuma        | 59             | E.J. Viso          | 82              | Tony Kanaan     |                 |                  |
| Andretti Autosport           | 7           | Danica Patrick      | 26             | Marco Andretti     | 27              | Mike Conway     | 28              | Ryan Hunter-Reay |
| Target Chip Ganassi Racing   | 9           | Scott Dixon         | 10             | Dario Franchitti   | 38              | Graham Rahal    | 83              | Charlie Kimball  |
| A.J. Foyt Enterprises        | 14          | Vitor Meira         |                |                    |                 |                 |                 |                  |
| Sam Schmidt Motorsports      | 17          | Martin Plowman      | 77             | Alex Tagliani      |                 |                 |                 |                  |
| Dale Coyne Racing            | 18          | James Jakes         | 19             | Sebastien Bourdais |                 |                 |                 |                  |
| Dreyer & Reinbold Racing     | 22          | Giorgio Pantano     | 24             | Ana Beatriz        |                 |                 |                 |                  |
| Conquest Racing              | 34          | Sebastian Saavedra  |                |                    |                 |                 |                 |                  |
| Sarah Fisher Racing          | 67          | Ed Carpenter        |                |                    |                 |                 |                 |                  |
| HVM Racing                   | 78          | Simona de Silvestro |                |                    |                 |                 |                 |                  |
| SH Racing                    | 07          | Tomas Scheckter     |                |                    |                 |                 |                 |                  |
| HIVATALOS NEVEZÉSI LISTA     |             |                     |                |                    |                 |                 |                 |                  |

## Eredmények

### Időmérő
| Pozíció | #  | Pilóta              | Csapat                       | Egyes csoport | Kettes csoport | Top 12    | Fast 6    |
| ------- | -- | ------------------- | ---------------------------- | ------------- | -------------- | --------- | --------- |
| 1       | 12 | Will Power          | Team Penske                  |               | 1:20.9791      | 1:20.0473 | 1:20.2447 |
| 2       | 38 | Graham Rahal        | Chip Ganassi Racing          | 1:21.1532     |                | 1:20.3386 | 1:20.3238 |
| 3       | 6  | Ryan Briscoe        | Team Penske                  | 1:21.1381     |                | 1:20.5087 | 1:20.7023 |
| 4       | 10 | Dario Franchitti    | Chip Ganassi Racing          | 1:21.4452     |                | 1:20.7407 | 1:20.7118 |
| 5       | 19 | Sebastien Bourdais  | Dale Coyne Racing            | 1:21.2649     |                | 1:20.3986 | 1:20.9725 |
| 6       | 28 | Ryan Hunter-Reay    | Andretti Autosport           | 1:21.3015     |                | 1:20.7762 | 1:21.0095 |
| 7       | 3  | Hélio Castroneves   | Team Penske                  |               | 1:21.7961      | 1:20.8503 |           |
| 8       | 27 | Mike Conway         | Andretti Autosport           |               | 1:21.2554      | 1:20.9078 |           |
| 9       | 59 | E.J. Viso           | KV Racing Technology - Lotus |               | 1:21.5588      | 1:20.9416 |           |
| 10      | 9  | Scott Dixon         | Chip Ganassi Racing          | 1:21.0955     |                | 1:21.0617 |           |
| 11      | 82 | Tony Kanaan         | KV Racing Technology - Lotus |               | 1:21.7874      | 1:21.3764 |           |
| 12      | 78 | Simona de Silvestro | HVM Racing                   |               | 1:21.8538      | 1:21.7382 |           |
| 13      | 18 | James Jakes         | Dale Coyne Racing            | 1:21.6046     |                |           |           |
| 14      | 14 | Vitor Meira         | A. J. Foyt Enterprises       |               | 1:21.9707      |           |           |
| 15      | 22 | Giorgio Pantano     | Dreyer & Reinbold Racing     | 1:21.6857     |                |           |           |
| 16      | 2  | Oriol Servià        | Newman/Haas Racing           |               | 1:21.9856      |           |           |
| 17      | 06 | James Hinchcliffe   | Newman/Haas Racing           | 1:21.7882     |                |           |           |
| 18      | 83 | Charlie Kimball     | Chip Ganassi Racing          |               | 1:22.3963      |           |           |
| 19      | 4  | J. R. Hildebrand    | Panther Racing               | 1:22.0232     |                |           |           |
| 20      | 17 | Martin Plowman      | Sam Schmidt Motorsports      |               | 1:22.5638      |           |           |
| 21      | 77 | Alex Tagliani       | Sam Schmidt Motorsports      | 1:22.1596     |                |           |           |
| 22      | 24 | Ana Beatriz         | Dreyer & Reinbold Racing     |               | 1:22.9070      |           |           |
| 23      | 26 | Marco Andretti      | Andretti Autosport           | 1:22.8926     |                |           |           |
| 24      | 07 | Tomas Scheckter     | Dragon Racing                |               | 1:22.9769      |           |           |
| 25      | 7  | Danica Patrick      | Andretti Autosport           | 1:23.0159     |                |           |           |
| 26      | 34 | Sebastian Saavedra  | Conquest Racing              |               | 1:23.4736      |           |           |
| 27      | 67 | Ed Carpenter        | Sarah Fisher Racing          | 1:24.5361     |                |           |           |
| 28      | 5  | Szató Takuma        | KV Racing Technology - Lotus |               | 1:25.3139      |           |           |

## Rajtfelállás
| Rajtsor | Belső ív | Belső ív           | Külső ív | Külső ív            |
| ------- | -------- | ------------------ | -------- | ------------------- |
| 1       | 12       | Will Power         | 38       | Graham Rahal        |
| 2       | 6        | Ryan Briscoe       | 10       | Dario Franchitti    |
| 3       | 19       | Sebastien Bourdais | 28       | Ryan Hunter-Reay    |
| 4       | 3        | Hélio Castroneves  | 27       | Mike Conway         |
| 5       | 59       | E.J. Viso          | 9        | Scott Dixon         |
| 6       | 82       | Tony Kanaan        | 78       | Simona de Silvestro |
| 7       | 18       | James Jakes        | 14       | Vitor Meira         |
| 8       | 22       | Giorgio Pantano    | 2        | Oriol Servià        |
| 9       | 06       | James Hinchcliffe  | 83       | Charlie Kimball     |
| 10      | 4        | J. R. Hildebrand   | 17       | Martin Plowman      |
| 11      | 77       | Alex Tagliani      | 24       | Ana Beatriz         |
| 12      | 26       | Marco Andretti     | 07       | Tomas Scheckter     |
| 13      | 7        | Danica Patrick     | 34       | Sebastian Saavedra  |
| 14      | 67       | Ed Carpenter       | 5        | Szató Takuma        |

### Verseny
| Pozíció               | #  | Pilóta              | Csapat                       | Futott kör | Idő/Kiesés oka | Rajthely | Élen töltött körök száma | Pont |
| --------------------- | -- | ------------------- | ---------------------------- | ---------- | -------------- | -------- | ------------------------ | ---- |
| 1.                    | 12 | Will Power          | Team Penske                  | 75         | 2:02.19.4998   | 1        | 70                       | 53   |
| 2.                    | 2  | Oriol Servià        | Newman/Haas Racing           | 75         | +10.2096       | 14       | 0                        | 40   |
| 3.                    | 82 | Tony Kanaan         | KV Racing Technology - Lotus | 75         | +10.8557       | 27       | 0                        | 35   |
| 4.                    | 10 | Dario Franchitti    | Chip Ganassi Racing          | 75         | +11.0831       | 4        | 0                        | 32   |
| 5.                    | 9  | Scott Dixon         | Chip Ganassi Racing          | 75         | +11.5032       | 9        | 0                        | 30   |
| 6.                    | 7  | Danica Patrick      | Andretti Autosport           | 75         | +18.5661       | 23       | 0                        | 28   |
| 7.                    | 77 | Alex Tagliani       | Sam Schmidt Motorsports      | 75         | +18.5671       | 6        | 0                        | 26   |
| 8.                    | 28 | Ryan Hunter-Reay    | Andretti Autosport           | 75         | +18.9269       | 6        | 1                        | 24   |
| 9.                    | 14 | Vitor Meira         | A.J. Foyt Enterprises        | 75         | +22.3096       | 12       | 0                        | 22   |
| 10.                   | 38 | Graham Rahal        | Chip Ganassi Racing          | 75         | +22.6977       | 2        | 0                        | 20   |
| 11.                   | 17 | Martin Plowman      | Sam Schmidt Motorsports      | 75         | +23.7405       | 18       | 0                        | 19   |
| 12.                   | 78 | Simona de Silvestro | HVM Racing                   | 75         | +24.2602       | 15       | 0                        | 18   |
| 13.                   | 34 | Sebastian Saavedra  | Conquest Racing              | 75         | +29.6042       | 24       | 0                        | 17   |
| 14.                   | 6  | Ryan Briscoe        | Team Penske                  | 75         | +30.9855       | 3        | 1                        | 16   |
| 15.                   | 59 | E.J. Viso           | KV Racing Technology - Lotus | 75         | +50.6756       | 8        | 0                        | 15   |
| 16.                   | 24 | Ana Beatriz         | Dreyer & Reinbold Racing     | 75         | +1:00.5667     | 20       | 0                        | 14   |
| 17.                   | 3  | Hélio Castroneves   | Team Penske                  | 74         | +1 Kör         | 28       | 0                        | 13   |
| 18.                   | 5  | Szató Takuma        | KV Racing Technology - Lotus | 73         | +2 Kör         | 26       | 0                        | 12   |
| 19.                   | 4  | J. R. Hildebrand    | Panther Racing               | 73         | +2 Kör/Baleset | 17       | 0                        | 12   |
| 20.                   | 67 | Ed Carpenter        | Sarah Fisher Racing          | 73         | +2 Kör         | 25       | 0                        | 12   |
| 21.                   | 83 | Charlie Kimball     | Chip Ganassi Racing          | 73         | +2 Kör         | 16       | 0                        | 12   |
| 22.                   | 07 | Tomas Scheckter     | SH Racing                    | 71         | +4 Kör         | 22       | 0                        | 12   |
| 23.                   | 27 | Mike Conway         | Andretti Autosport           | 64         | +11 Kör        | 7        | 0                        | 12   |
| 24.                   | 06 | James Hinchcliffe   | Newman/Haas Racing           | 54         | Kiállt         | 15       | 0                        | 12   |
| 25.                   | 26 | Marco Andretti      | Andretti Autosport           | 40         | Olajszivárgás  | 21       | 0                        | 10   |
| 26.                   | 22 | Giorgio Pantano     | Dreyer & Reinbold Racing     | 39         | Baleset        | 13       | 0                        | 10   |
| 27.                   | 18 | James Jakes         | Dale Coyne Racing            | 37         | Baleset        | 11       | 0                        | 10   |
| 28.                   | 19 | Sebastien Bourdais  | Dale Coyne Racing            | 9          | Elektronika    | 5        | 0                        | 10   |
| HIVATALOS VÉGEREDMÉNY |    |                     |                              |            |                |          |                          |      |

### Verseny statisztikák
A verseny alatt 8-szor változott az élen álló személye 5 versenyző között.
| Változás az élen | Változás az élen    |
| Kör              | Élen                |
| ---------------- | ------------------- |
| 21               | Dario Franchitti    |
| 22               | Ryan Briscoe        |
| 23               | Ryan Hunter-Reay    |
| 24               | Will Power          |
| 59               | Dario Franchitti    |
| 60               | Simona de Silvestro |
| 61               | Will Power          |

| Élen töltött körök száma | Élen töltött körök száma                            |
| Körök                    | Versenyző                                           |
| ------------------------ | --------------------------------------------------- |
| 70                       | Will Power                                          |
| 2                        | Dario Franchitti                                    |
| 1                        | Ryan Briscoe, Ryan Hunter-Reay, Simona de Silvestro |

| Sárga zászlók: 2 alkalommal összesen 16 körön át | Sárga zászlók: 2 alkalommal összesen 16 körön át |
| Körök                                            | Ok                                               |
| ------------------------------------------------ | ------------------------------------------------ |
| 32-36                                            | #07-es autó megpördülése a 3-as kanyarban        |
| 38-48                                            | Tömegbaleset a 9-es kanyarban                    |

## Bajnokság állása a verseny után
Pilóták bajnoki állása
| Pozíció | Pilóta           | Pontok |
| ------- | ---------------- | ------ |
| 1       | Dario Franchitti | 507    |
| 2       | Will Power       | 502    |
| 3       | Scott Dixon      | 430    |
| 4       | Oriol Servià     | 367    |
| 5       | Tony Kanaan      | 340    |